# Campbon
Campbon – miejscowość i gmina we Francji, w regionie Kraj Loary, w departamencie Loara Atlantycka.
Według danych na rok 2010 gminę zamieszkiwało 3805 osób, a gęstość zaludnienia wynosiła 76 osób/km².